# Districte de Tumbes
Tumbes és un dels sis districtes del Perú que conformen la província de Tumbes ubicada al departament de Tumbes al nord del Perú. Limita al nord amb el golf de Guayaquil (oceà Pacífic); a l'est amb la província de Zarumilla; al sud amb el districte de San Juan de la Virgen; i a l'oest amb el districte de Corrales. Té una extensió de 158,84 km² i una població estimada superior als 90.000 habitants. Al seu territori s'estén la ciutat de Tombes, capital del districte, de la província i del departament. A més de la seva capital, la ciutat de Tumbes, el districte té els següents centres poblats:
- Huaquilla
- Puerto Pizarro
- Cruce Pizarro
- La Primavera
- La Botella
- La Huaca del Sol
- Pedro el Viejol (Puerto El Cura)
- El Venado
- Vila Corpac
- El Tropezón
- La Victoria

- 2019 - 2022[1]
  - Alcalde : Carlos Jimy Silva Mena, del movimiento independiente Renovación Tumbesina.
  - Regidors :
- # José Manuel Gálvez Herrera (movimiento independiente Renovación Tumbesina)
- # Denis Rodríguez Mendoza (movimiento independiente Renovación Tumbesina)
- # Katherine Valdez Zapata (movimiento independiente Renovación Tumbesina)
- # Fredy Rosales Reto (movimiento independiente Renovación Tumbesina)
- # Aldo Jorge Clavijo Campos (movimiento independiente Renovación Tumbesina)
- # Rebeca Delgado Ramírez (movimiento independiente Renovación Tumbesina)
- # Sandra Purizaga García (movimiento independiente Renovación Tumbesina)
- # Robert Serge Dolmos Peña (Unión por el Perú)
- # José Ramos Castro García (Unión por el Perú)
- # José Eduardo Palomino García (Alianza para el Progreso)
- # Miguel Calle Castillo (movimiento independiente Reconstrucción con Obras más Obras para un Tumbes bello)

El representant de l'Església catòlica en aquest districte és el vicari general de Tumbes pbro. Pedro Talledo Nizama Des del punt de vista jeràrquic de l'Església catòlica, forma part de la Vicaría foránes de Tombes de l'Arquebisbat de Piura.